# Ruhnama
A Ruhnama („A lélek könyve”, az arab روح, lélek és a perzsa نامه nāmeh, könyv szóból) Szaparmurat Nijazov (Türkménbasi) türkmén diktátor könyve, melyet népe lelki és erkölcsi útmutatójául írt. A könyvben önéletrajzi és történelmi elemek, illetve versek is helyet kaptak. A Ruhnama fontos része a Türkménbasit körülvevő személyi kultusznak. Az első rész 2001-ben a második 2004-ben jelent meg; már 30 nyelvre lefordították. Kérdéses, hogy valóban maga az elnök írta-e az egészet.

## Sajátosságai
Nijazov szándéka szerint a könyv a türkmén kultúra és irodalom alapkövét képezi, általános iskolától egészen egyetemig tanítják. Ismerete kötelező nemcsak iskolai vizsgák sikeres teljesítéséhez, hanem a munkába álláshoz, sőt, még a jogosítvány megszerzéséhez is. Nyijazov 2006 decemberében bekövetkezett halála után a könyv elterjedtsége csökkent, mivel Gurbanguly Berdimuhamedow elnök kivetette az állami iskolai tantervből, és leállíttatta azt a gyakorlatot, hogy az egyetemi felvételizőket a könyv ismerete alapján teszteljék.
A könyv kritizálását vagy az iránta mutatott tisztelet hiányát úgy büntették, mintha valaki magát a Türkménbasit sértette volna meg: börtönnel, kínzással, vagyonelkobzással, mely az elkövető egész családját érintette. Egyes mecseteket, ahol az imám szentségtöréstől tartva nem volt hajlandó díszhelyre tenni a Ruhnamát, leromboltattak.
2006 márciusában Nijazov azt mondta, közbenjárt Istennél, és elérte, hogy aki háromszor elolvassa a könyvet, halála után a Paradicsomba kerül.
A türkmén fővárosban a könyvnek egy hatalmas, géppel működtetett változata áll, mely minden este 8 órakor kinyílik, és idézeteket játszik le videófelvételekkel.

## A mű háttere
Az eposzok évszázadokon keresztül fontos szerepet játszottak Közép-Ázsia társadalmi életében. E régiók premodern uralkodói általában kisajátították a szövegeket, és kapcsolatot találtak ki maguk és az eposz szereplői között, hogy legitimitást szerezzenek új rendjük számára.
Sztálin ezeket az eposzokat politikailag gyanúsnak és a tömegek nacionalista érzelmeinek szítására alkalmasnak tartotta; 1951–52-re szinte az összes jelentős türkmén eposzt elítélték és betiltották; csak a glasznoszty beköszöntével kerültek vissza a közbeszédbe (és az akadémiai diskurzusba).
Nijazov állítása szerint látomást kapott, amelyben magas rangú türkmén ősök arra biztatták, hogy írja meg a könyvet. Az első változat az 1990-es években jelent meg, de hamarosan visszavonták, mert nem felelt meg Nijazov elvárásainak. 1999 áprilisában már folyt az átdolgozott könyv előkészítése, amikor Nijazov kijelentette, hogy a Ruhnama a Korán után a türkmének második meghatározó szövege lesz.

A kutatók megjegyzik, hogy a Ruhnama a különböző irodalmi műfajok „mozaikja”, a szövegben spirituális és politikai tanácsok, legendák, önéletrajz, novellák, versek és (kitalált) türkmén történelem keveredik. A „valódi türkmén történelem visszaszerzése céljából, szovjet torzítások nélkül” írt szövegben Nijazov az oguz kagán idejéből származó atavisztikus múlt visszatérését ígérte, de csak akkor, ha az ősi türkmének viselkedését az ő bölcs útmutatásai szerint követik:
A Ruhnama rendszerbe és szervezetbe foglalja a nemzeti felfogást. Azért írtam a Ruhnámát, hogy nemzetem érzékelje múltunkat és elképzelhesse saját méltóságunkat.
Amieke Bouma, a posztszocialista történetírás kutatója szerint a művet leginkább egy önálló eposzként érdemes kezelni: a harmadik évezred Oğuzname-jaként. Tanya L. Shields antikolonialista önéletrajzként olvassa, amely „grandiózusságában szinte komikussá válik.” Kemal Atatürk Nutukjához és Leonyid Brezsnyev Trilogijájához hasonlították.

## Magyarul
- Szaparmurat Türkmenbasi: Rukhnama; ford. Gönczy Éva; Turbo Team Kft., Beregsurány, 2005

## Külső hivatkozások
- Ruhnama – Hivatalos oldal (angol)
- A Ruhnama 4 nyelven Archiválva 2013. november 4-i dátummal a Wayback Machine-ben (angol, orosz, türkmén, török)
- Ruhnama – Angol szöveg
- A Ruhnama és a türkmén kultúra
- The Wisdom of Ruhnama
- Forum 18 report on Ruhnama being imposed on religious communities
- IWPR report on the impact of Ruhnama on society
- Eurasianet report on impact of Ruhnama on education
- IRIN report on impact of Ruhnama on education
- Ks.Solyanskaya. God of all Turkmen Archiválva 2021. május 4-i dátummal a Wayback Machine-ben – critical article in Gazeta.ru on Rukhnama (in Russian).
- Forum 18 survey/analysis of religious freedom in Turkmenistan

## Fordítás
- Ez a szócikk részben vagy egészben  a   Ruhnama című angol Wikipédia-szócikk fordításán alapul.  Az eredeti cikk szerkesztőit annak laptörténete sorolja fel. Ez a jelzés csupán a megfogalmazás eredetét és a szerzői jogokat jelzi, nem szolgál a cikkben szereplő információk forrásmegjelöléseként.